# Ана Бренда Контрерас
Ана Бренда Контрерас Перез (англ. Ana Brenda Contreras, нар. 24 грудня 1986, Мак-Аллен, Техас, США) — мексиканська акторка. Відома за ролями у теленовелах: «Тереза», «Непокірне серце», «Непростимо» та «Кохання поза законом». Вона зіграла Крістал Дженінгс у другому сезоні американського телесеріалу «Династія».

## Біографія
Контрерас народилася в Макаллені, штат Техас, 24 грудня 1986 року, у мексиканських батьків Бланки Перес і Ефраїна Контрерас Пуенте. Вона виросла в Ріо-Браво, Тамауліпас. Вона говорить як англійською, так і іспанською. Вона переїхала до Мехіко у 2002 році у віці 15 років, щоб приєднатися до реаліті-шоу Pop Stars, у якому вона була фіналісткою та учасницею групи T'detila, яка випустила однойменний альбом. У 2003 році вона відвідувала курси акторської майстерності в Centro de Educación Artística (CEA) Televisa в Мехіко.

## Кар'єра

### 2005—2014
У 2005 році Контрерас зіграла Хуаніту Санчес у її дебютній теленовели «Перешкода коханню». У 2006 році вона брала участь у виробництві «Бріолін». Того ж року Контрерас зіграла Клаудію в теленовели «Дуель страстей». У 2008 році вона зіграла головну роль у фільмі режисера Сальвадора Гарчіні. З 2008 по 2009 рік Ана також зіграла роль Віолети Мадригал у теленовели «Клянусь, що люблю тебе». У 2009 році вона зіграла Мауру Альбарран у теленовели «Любовне заклинання». Того ж року вона з'явилася як Марсела Гаррідо в епізоді телесеріалу «Жінки вбивці» і взяла спеціальну участь в оригінальному серіалі Fox, Tiempo final.
З 2010 по 2011 рік Контрерас грав головну роль Аврори Алькасар у фільмі «Тереза». Вона також зіграла Керол у мюзиклі Timbiriche. Пізніше Контрерас знялася в теленовели «Та, хто не вміла любити» в ролі Ана Паула Кармона з 2011 по 2012 рік.
У 2013 році вона зіграла Марікруз Оліварес у теленовели «Непокірне серце», ремейку серіалу «Марімар», який досяг міжнародного успіху. У 2014 році Контрерас знявся в мексиканському фільмі «Низький політ» режисера Бето Гомеса. У 2015 році Контрерас зіграла головну роль Вероніки Прадо Кастело в теленовели «Непростимо». Вона заспівала «Como perdonar» тему теленовели, у саундтреку.

### 2014— по наш час
У 2015 році вона також знялася у фільмі «Тунель 19». Контрерас знялася в ролі Гоїти Віри у фільмі «Блакитний демон» у 2016 році., та в ролі Алехандри Понсе у фільмі «Кохання поза законом» у 2018 році.
З 2018 по 2019 рік Контрерас зіграла роль Крістал Дженнінгс у другому сезоні перезапуску мильної опери The CW у прайм-тайм «Династія» у своїй першій англомовній ролі.

## Особисте життя
Контрерас вийшла заміж за Алехандро Амайя на цивільній церемонії в Лас-Вегасі 4 квітня 2013 року. 14 травня 2014 року вона надіслала прес-реліз, в якому оголосила про остаточне розлучення з ним. В грудні 2024 року оголосила що очікує на дитину. В травні 2025 народила дівчинку яку назвала Арія.
Ана Бренда Контрерас живе між Мехіко та Лос-Анджелесом, де розвиває свою кар'єру акторки.

## Фільмографія
| Рік       |    | Українська назва         | Оригінальна назва      | Роль               |
| --------- | -- | ------------------------ | ---------------------- | ------------------ |
| 2005      | с  | Перешкода коханню        | Barrera de amor        | Хуана Санчес       |
| 2006      | с  | Дуель пристрастей        | Duelo de pasiones      | Соня               |
| 2008      | ф  | Божественна плутанина    | Divina confusión       | Бібі               |
| 2008—2009 | с  | Клянусь, що люблю тебе   | Juro que te amo        | Віолетта Мадрігал  |
| 2009      | ф  |                          | Cabeza de buda         | Лінда              |
| 2009      | кф | Місячна пітьма           | Sombra de Luna         | Ізабель            |
| 2009      | с  | Жінки вбивці             | Mujeres asesinas       | Марсела Гаррідо    |
| 2009      | с  | Фінал Tiempo             | Tiempo final           | роль невідома      |
| 2009      | с  | Любовне заклинання       | Sortilegio             | Мара Альбаран      |
| 2010—2011 | с  | Тереза                   | Teresa                 | Аврора Алказар     |
| 2011—2012 | с  | Та, хто не вміла любити  | La que no podía amar   | Ана Паула Кармона  |
| 2013      | с  | Непокірне серце          | Corazón indomable      | Марікруз Оліварес  |
| 2014      | ф  | Низький політ            | Volando bajo           | Маріанна Аррелондо |
| 2015      | с  | Непростимо               | Lo imperdonable        | Вероніка           |
| 2016—2017 | с  | Блакитний демон          | Blue Demon             | Вера               |
| 2017      | ф  | Хто шукає, той знаходить | El que busca encuentra | Есперанза Медіна   |
| 2018—2019 | с  | Кохання поза законом     | Por amar sin ley       | Алехандра Понс     |
| 2018—2019 | с  | Династія                 | Dynasty                | Крістал Дженінгс   |
| 2019      | ф  | Удар крил                | Wingbeat               | Мама               |
| 2020      | с  | Медики, лінія життя      | Médicos, línea de vida | Алехандра Понс     |
| 2022      | ф  | Відродження              | Reviviendo la Navidad  | Даніела            |
| 2022      | с  | Вся кров                 | Toda la sangre         | Едіт Мондрагон     |
| 2024      | с  | Граф: Любов і честь      | El Conde: Amor y honor | Маріана Замбрано   |